# SWSAP1
SWSAP1 (англ. SWIM-type zinc finger 7 associated protein 1) – білок, який кодується однойменним геном, розташованим у людей на короткому плечі 19-ї хромосоми. Довжина поліпептидного ланцюга білка становить 229 амінокислот, а молекулярна маса — 24 311.
| 10         |  | 20         |  | 30         |  | 40         |  | 50         |
| ---------- |  | ---------- |  | ---------- |  | ---------- |  | ---------- |
| MPAAGPPLLL |  | LGTPGSGKTA |  | LLFAAALEAA |  | GEGQGPVLFL |  | TRRPLQSMPR |
| GTGTTLDPMR |  | LQKIRFQYPP |  | STRELFRLLC |  | SAHEAPGPAP |  | SLLLLDGLEE |
| YLAEDPEPQE |  | AAYLIALLLD |  | TAAHFSHRLG |  | PGRDCGLMVA |  | LQTQEEAGSG |
| DVLHLALLQR |  | YFPAQCWLQP |  | DAPGPGEHGL |  | RACLEPGGLG |  | PRTEWWVTFR |
| SDGEMMIAPW |  | PTQAGDPSSG |  | KGSSSGGQP  |  |            |  |            |

A: Аланін

C: Цистеїн

D: Аспарагінова кислота

E: Глутамінова кислота

F: Фенілаланін

G: Гліцин

H: Гістидин

I: Ізолейцин

K: Лізин

L: Лейцин

M: Метіонін

P: Пролін

Q: Глутамін

R: Аргінін

S: Серин

T: Треонін

V: Валін

W: Триптофан

Задіяний у таких біологічних процесах, як пошкодження ДНК, репарація ДНК, рекомбінація ДНК. 
Білок має сайт для зв'язування з ДНК. 
Локалізований у ядрі.